# Triplestore
Un triplestore è un database costruito appositamente per il salvataggio e il recupero di triple, entità di dati composte da soggetto-predicato-oggetto, come "Bob ha 35 anni" o "Bob conosce Fred".
È molto simile a un database relazionale poiché memorizza le informazioni in una base dati e le recupera tramite un linguaggio di query. A differenza di un database relazionale, un triplestore è ottimizzato per la memorizzazione e il recupero di triple. Oltre alle query, le triple possono essere importate/esportate utilizzando Resource Description Framework (RDF) e altri formati.

## Implementazioni
Alcuni triplestore sono stati costruiti da zero, mentre altri nascono da progetti già esistenti di motori di database relazionali (ad esempio, basati su SQL). Una difficoltà che si riscontra con l'implementazione di triplestore su SQL è quella di ottenere un'interrogazione efficiente di un modello RDF basato su grafi (ad esempio, la mappatura da SPARQL) su query SQL.